# Villogorgia foliata
Villogorgia foliata is een zachte koraalsoort uit de familie Plexauridae. De koraalsoort komt uit het geslacht Villogorgia. Villogorgia foliata werd voor het eerst wetenschappelijk beschreven door Thomson & Russell. 